# Tweetand-spinnendoder
De tweetand-spinnendoder (Arachnospila minutula) is een vliesvleugelig insect uit de familie van de spinnendoders (Pompilidae). De wetenschappelijke naam van de soort is voor het eerst geldig gepubliceerd in 1842 door Dahlbom.